# Agnee
Agnee es una banda de rock de la India, uno de los primeros grupos en impulsar este género roquero en su país. Su álbum debut de la banda "Agnee" fue lanzado el 15 de mayo de 2007. Desde entonces, han promocionado varios singles publicándolos gratuitamente por internet y han ganado muchos fanes en el circuito de la música rock de Bombay, Ahmedabad y Pune. Han obtenido popularidad dentro de la India.

## Miembros
- K. Mohan - Vocals
- Koko - Guitarras
- Varun Venkit - Batería y Percusión
- Rushad Mistry - Bajo
- Michael Pereira - Llaves y guitarra rítmica
- Kinshuk Vaidya - Voz, percusión y guitarra
- Abhinav Singh - El guitarrista y vocalista de apoyo
- Nitin Joshi - Ingeniero de Sonido
- Mitit Adhikari - mezclar y masterizar
- Jai Row Kavi - Batería
- Ajay Parekh - Sonido
- Shellee - Letras

## Álbumness
- 2007 - Agnee

## Videos
- Sadho re
- Kabira
- Shaam tanha
- Ujale Baaz
- Raanjhan Yaar Di ( Splitsvilla Season 3 theme song)

## Canciones
- Kabira

- Shaam Tanha

- Ujale Baaz

- Karvan

- Keh lene do

- Kuch Ankahee

- The Roadies Song - Inspired by popular demand on an Orkut message board.[1]

- Splitsvilla Season 2 theme song. ( A.k.a The Love song)

- Lamha yeh jayega kahan - A slightly moving number from the movie Dil Dosti Etc.[2]

- Khanabadosh - A typical rock number from the movie London Dreams sung by Mohan.

- Splitsvilla Season 3 theme song. (A.k.a Raanjhan Yaar Di)

- Kaise Ho Tum ( Male and female versions) - A recently released single from agnee featuring Mohan and upcoming playback singer Shilpa Rao in individual numbers.

- Jee Lay Abhi - Another single from agnee sung by Mohan and popular Viva girl Anushka Manchanda

- Naav Chadti - An excellent number in the semi-rock genre for the movie Udaan sung by Mohan, the lead singer of agnee.